# 2015年世界陸上競技選手権大会・男子50km競歩
2015年世界陸上競技選手権大会・男子50km競歩（2015ねんせかいりくじょうきょうぎせんしゅけんたいかい・だんし50キロメートルきょうほ）は、2015年世界陸上競技選手権大会の種目の一つ。2015年8月29日に中華人民共和国北京市の北京国家体育場で開催された。
レースは優勝候補に挙げられていたマテイ・トートが終始独走する形で展開した。2位集団には谷井孝行と荒井広宙が付けていた。中盤31km付近にはトートがトイレに駆け込む場面もあったが、トップを維持し続け、40km地点では2位集団に1分13秒の差を付けていた。41kmすぎに2位集団からジャレド・タレントが抜け出し、43km付近で荒井がロバート・ヒファーナンを抜き去り、谷井と荒井が3位争いを繰り広げた。一方のトートは、2位のジャレド・タレントにおよそ2分の大差を付けて3時間40分32秒でゴールし、スロバキアに世界選手権初の金メダルをもたらした。谷井は3位を守り抜き、銅メダルを獲得した。谷井と争っていた荒井は、4位入賞を果たした。3人目の日本代表である山崎勇喜は34位でゴールした。
谷井は今成績により、2016年リオデジャネイロオリンピック日本代表の座を獲得した。また谷井は今大会日本代表として初のメダル獲得者となっただけでなく、世界選手権とオリンピックを含めて日本競歩界初のメダル獲得者となった。日本代表は、大会第4日を終了した時点で誰もメダルを獲得しておらず、入賞者もいなかったこともあり、スウェーデン・イェーテボリで開かれた1995年世界陸上競技選手権大会以来となるメダル獲得数0の可能性を毎日新聞が報じ、厳しい情勢だった。

## 記録
大会開幕前の各種記録は以下の通りであった。
| 世界記録         | ヨアン・ディニズ (FRA)           | 3:32:33 | スイスチューリッヒ           | 2014年8月15日  |
| 大会記録         | ロベルト・コジェニョフスキ (POL) | 3:36:03 | フランスサン＝ドニ           | 2003年8月23日  |
| 今季世界最高記録 | マテイ・トート (SVK)             | 3:34:38 | スロバキアドゥディンツェ     | 2015年3月21日  |
| アフリカ記録     | マルク・ムンデル (RSA)           | 3:55:32 | イギリスロンドン             | 2012年8月11日  |
| アジア記録       | 呉朝鴻 (CHN)                     | 3:36:06 | 中国南京                     | 2005年10月22日 |
| 北中米カリブ記録 | エリック・バロンド (GUA)         | 3:41:09 | スロバキアドゥディンツェ     | 2013年3月23日  |
| 南米記録         | ジェームス・レンドン (COL)       | 3:47:41 | アメリカ合衆国バレーコテージ | 2014年9月14日  |
| ヨーロッパ記録   | ヨアン・ディニズ (FRA)           | 3:32:33 | スイスチューリッヒ           | 2014年8月15日  |
| オセアニア記録   | ネーサン・ディークス (AUS)       | 3:35:47 | オーストラリアジーロング     | 2006年12月2日  |

今大会において、以下の記録が更新された。
| 南米記録 | アンドレス・チョチョ (ECU) | 3:46:00 | 中国北京 | 2015年8月29日 |

## 参加標準記録
| 標準記録 |
| -------- |
| 4:06:00  |

## 日程
| 日            | 時    | ラウンド |
| ------------- | ----- | -------- |
| 2015年8月29日 | 07:30 | 決勝     |

時刻は中国標準時（UTC+8、JST-1）

## メダリスト
| 金                          | 銀                                  | 銅              |
| マテイ・トート · スロバキア | ジャレド・タレント · オーストラリア | 谷井孝行 · 日本 |

## 結果
競技は中国時間7時30分に始まり、12時3分に終了した。開始時は気温22℃、湿度78%であった。
| 順位 | 選手                         | 国籍             | 記録    | 備考 |
| ---- | ---------------------------- | ---------------- | ------- | ---- |
| 1    | マテイ・トート               | スロバキア       | 3:40:32 |      |
| 2    | ジャレド・タレント           | オーストラリア   | 3:42:17 | SB   |
| 3    | 谷井孝行                     | 日本             | 3:42:55 |      |
| 4    | 荒井広宙                     | 日本             | 3:43:44 |      |
| 5    | ロバート・ヒファーナン       | アイルランド     | 3:44:17 | SB   |
| 6    | 張琳                         | 中国             | 3:44:39 | PB   |
| 7    | 于偉                         | 中国             | 3:45:21 | PB   |
| 8    | アンドレス・チョチョ         | エクアドル       | 3:46:00 | AR   |
| 9    | ヘスース・アンヘル・ガルシア | スペイン         | 3:46:43 | SB   |
| 10   | クエンティン・リュー         | ニュージーランド | 3:48:48 | PB   |
| 11   | アドリアン・ブロキ           | ポーランド       | 3:49:11 | PB   |
| 12   | エヴァン・ダンフィー         | カナダ           | 3:49:56 | PB   |
| 13   | クリス・エリクソン           | オーストラリア   | 3:51:26 | SB   |
| 14   | 呉銭龍                       | 中国             | 3:51:35 |      |
| 15   | Ivan Banzeruk                | ウクライナ       | 3:52:15 |      |
| 16   | マルコ・デ・ルカ             | イタリア         | 3:53:02 |      |
| 17   | マテオ・ジュッポーニ         | イタリア         | 3:53:23 |      |
| 18   | アク・バンゼルク             | フィンランド     | 3:54:28 |      |
| 19   | セルゲイ・ブシャ             | ウクライナ       | 3:55:10 |      |
| 20   | ルイス・フェルナンド・ロペス | コロンビア       | 3:55:43 | PB   |
| 21   | ペドロ・イシドロ             | ポルトガル       | 3:55:44 | PB   |
| 22   | タダス・ススケビチウス       | リトアニア       | 3:56:27 | SB   |
| 23   | パク・チルソン               | 韓国             | 3:56:42 | SB   |
| 24   | Håvard Haukenes              | ノルウェー       | 3:56:50 | SB   |
| 25   | Teodorico Caporaso           | イタリア         | 3:56:58 |      |
| 26   | Sandeep Kumar                | インド           | 3:57:03 | SB   |
| 27   | Manish Singh                 | インド           | 3:57:11 | PB   |
| 28   | Rafał Augustyn               | ポーランド       | 3:57:30 |      |
| 29   | Jaime Quiyuch                | グアテマラ       | 3:57:41 | SB   |
| 30   | Dušan Majdán                 | スロバキア       | 3:58:57 | SB   |
| 31   | Mathieu Bilodeau             | カナダ           | 4:01:35 | SB   |
| 32   | Jarkko Kinnunen              | フィンランド     | 4:02:07 | SB   |
| 33   | マルク・ムンデル             | 南アフリカ共和国 | 4:02:41 |      |
| 34   | 山崎勇喜                     | 日本             | 4:03:54 |      |
| 35   | Francisco Arcilla            | スペイン         | 4:07:23 | SB   |
| 36   | Luis Angel Sanchez           | グアテマラ       | 4:09:26 |      |
| 37   | John Nunn                    | アメリカ合衆国   | 4:09:44 | SB   |
| 38   | Arnis Rumbenieks             | ラトビア         | 4:28:55 |      |
| 39   | Marius Cocioran              | ルーマニア       | DNF     |      |
| 39   | Carl Dohmann                 | ドイツ           | DNF     |      |
| 39   | Mário dos Santos             | ブラジル         | DNF     |      |
| 39   | Anders Hansson               | スウェーデン     | DNF     |      |
| 39   | Anatole Ibáñez               | スウェーデン     | DNF     |      |
| 39   | Aleksi Ojala                 | フィンランド     | DNF     |      |
| 39   | Alexandros Papamichail       | ギリシャ         | DNF     |      |
| 39   | Benjamin Sánchez             | スペイン         | DNF     |      |
| 39   | Alex Wright                  | アイルランド     | DNF     |      |
| 39   | エリック・バロンド           | グアテマラ       | DQ      |      |
| 39   | Brendan Boyce                | アイルランド     | DQ      |      |
| 39   | Lukáš Gdula                  | チェコ           | DQ      |      |
| 39   | Ihor Hlavan                  | ウクライナ       | DQ      |      |
| 39   | Łukasz Nowak                 | ポーランド       | DQ      |      |
| 39   | Martin Tišťan                | スロバキア       | DQ      |      |
| 39   | Aleksandr Yargunkin          | ロシア           | DNS     |      |